# US Open 1982
Lo US Open 1982 è stata la 102ª edizione dello US Open e quarta prova stagionale dello Slam. Si è disputato dal 31 agosto al 12 settembre 1982 al USTA Billie Jean King National Tennis Center in Flushing Meadows di New York negli Stati Uniti. 
Il singolare maschile è stato vinto da Jimmy Connors, che si è imposto su Ivan Lendl in quattro set col punteggio di 6–3, 6–2, 4–6, 6–4. Il singolare femminile è stato vinto da Chris Evert, che ha battuto in finale in due set Hana Mandlíková. 
Nel doppio maschile si sono imposti Kevin Curren e Steve Denton. Nel doppio femminile hanno trionfato Rosemary Casals e Wendy Turnbull. 
Nel doppio misto la vittoria è andata a Anne Smith, in coppia con Kevin Curren.

## Sommario
Jimmy Connors si è aggiudicato il torneo del singolare maschile battendo all'esordio lo statunitense Jeff Borowiak con il punteggio di 7–6, 6–2, 6–3. Nel secondo turno ha avuto la meglio sul connazionale Hank Pfister con il punteggio di 6–4, 6–3, 6–2. Nel turno successivo ha dovuto giocare quattro set per battere lo statunitense Jimmy Arias con 6–4, 4–6, 6–4, 6–1. Negli ottavi di finale ha sconfitto il rumeno Ilie Năstase per 6–3, 6–3, 6–4. Nei quarti ha avuto la meglio su Rodney Harmon con il punteggio di 6–1, 6–3, 6–4. In semifinale ha battuto l'argentino Guillermo Vilas in quattro set con il punteggio di 6–1, 3–6, 6–2, 6–3. In finale ha sconfitto Ivan Lendl in quattro set con il punteggio di 6–3, 6–2, 4–6, 6–4.
Chris Evert ha vinto il torneo del singolare femminile per la sesta volta. Nel primo turno ha battuto la peruviana Pilar Vásquez con il punteggio di 6–1, 6–0. Nel secondo turno ha sconfitto per 6–1, 6–0 la statunitense Kelly Henry. Nel turno successivo ha avuto la meglio sulla connazionale Kate Latham con il punteggio di 6–2, 6–1. Negli ottavi di finale ha battuto Zina Garrison per 6–4, 6–3. Nei quarti Bonnie Gadusek ha ceduto per 6–4, 6–0. In semifinale ha battuto Andrea Jaeger per 6–1, 6–2 e in finale la cecoslovacca Hana Mandlíková 6–3, 6–1.

## Seniors

### Singolare maschile
Jimmy Connors ha battuto in finale  Ivan Lendl con il punteggio di 6–3, 6–2, 4–6, 6–4.
- È stato il 7º titolo del Grande Slam per Connors e il suo 4º US Open.

### Singolare femminile
Chris Evert ha battuto in finale  Hana Mandlíková con il punteggio di 6–3, 6–1.
- È stato il 13º titolo del Grande Slam per Chris Evert e il suo 6º (e ultimo) US Open (Record dell'era open condiviso con Serena Williams).

### Doppio maschile
Kevin Curren /  Steve Denton  hanno battuto in finale  Victor Amaya /  Hank Pfister con il punteggio di 6–2, 6(4)–7, 5–7, 6–2, 6–4.

### Doppio femminile
Rosemary Casals /  Wendy Turnbull hanno battuto in finale  Sharon Walsh /  Barbara Potter con il punteggio di 6–4, 6–4.

### Doppio misto
Anne Smith /  Kevin Curren hanno battuto in finale  Barbara Potter /  Ferdi Taygan con il punteggio di 6–7, 7–6, 7–6.

## Juniors

### Singolare ragazzi
Patrick Cash ha battuto in finale  Guy Forget con il punteggio di 6–3, 6–3.

### Singolare ragazze
Beth Herr ha battuto in finale  Gretchen Rush con il punteggio di 6–3, 6–1.

### Doppio ragazzi
Jonathan Canter /  Michael Kures hanno battuto in finale  Pat Cash /  John Frawley con il punteggio di 7–6, 6–3.

### Doppio ragazze
Penny Barg /  Beth Herr hanno battuto in finale  Ann Hulbert /  Bernadette Randall con il punteggio di 1–6, 7–5, 7–6.